# Władimir Kryłow
Władimir Walentinowicz Kryłow, ros. Владимир Валентинович Крылов (ur. 26 lutego 1964 w Sengileju w obwodzie uljanowskim) – rosyjski lekkoatleta startujący w barwach Związku Radzieckiego, sprinter, mistrz olimpijski i mistrz Europy.
W pierwszych latach swojej kariery lekkoatletycznej występował głównie w biegu na 400 metrów, a później przestawił się na biegi na krótszych dystansach.
Rozpoczął międzynarodową karierę zajmując 2. miejsce w biegu na 400 metrów w finale pucharu Europy w 1985 w Moskwie oraz 5. miejsce w tej konkurencji w pucharze świata w Canberze. Na halowych mistrzostwach Europy w 1986 w Madrycie odpadł w eliminacjach biegu na 400 metrów. Odniósł za to wielki sukces na mistrzostwach Europy w 1986 w Stuttgarcie, gdzie niespodziewanie zwyciężył w biegu na 200 metrów, wyprzedzając Jürgena Eversa z Republiki Federalnej Niemiec i swego kolegę z reprezentacji ZSRR Andrieja Fiedoriwa. Biegł również w składzie sztafety 4 × 400 metrów, która zdobyła na tych mistrzostwach brązowy medal (w składzie Władimir Prosin, Kryłow, Arkadij Korniłow i Aleksandr Kuroczkin).
Na halowych mistrzostwach Europy w 1987 w Liévin Kryłow zdobył srebrny medal w biegu na 200 metrów, ulegając jedynie Francuzowi Bruno Marie-Rose (który ustanowił w tym biegu halowy rekord świata czasem 20,36 s), a wyprzedzając Johna Regisa z Wielkiej Brytanii. Nie wystąpił w półfinale biegu na 200 metrów na halowych mistrzostwach świata w 1987 w Indianapolis. Podczas mistrzostw świata w 1987 w Rzymie zajął 5. miejsce w finale biegu na 200 metrów, a także zdobył srebrny medal w sztafecie 4 × 100 metrów (biegli w niej Aleksandr Jewgienjew, Wiktor Bryzhin, Władimir Murawjow i Kryłow na ostatniej zmianie). Jej wynik (38,02 s) był nowym rekordem Europy. Wystąpił również w finałowym biegu sztafetowym 4 × 400 metrów, którego sztafeta radziecka nie ukończyła.
Na igrzyskach olimpijskich w 1988 w Seulu wystąpił w sztafecie 4 × 100 metrów, która po zgubieniu pałeczki przez sztafetę USA zdobyła w finale złoty medal (w składzie Bryzhin, Kryłow, Murawjow i Witalij Sawin). W biegu na 100 metrów odpadł w ćwierćfinale. Po raz ostatni wziął udział w wielkich zawodach w 1990, kiedy to na mistrzostwach Europy w Splicie zajął 7. miejsce w biegu na 100 metrów, a w 4 × 100 metrów był czwarty (biegła w składzie Innokientij Żarow, Kryłow, Oleg Fatun i Aleksandr Sokołow).
Kryłow był mistrzem ZSRR w biegu na 400 metrów w 1984 i 1985, w biegu na 200 metrów w 1988 oraz w biegu na 100 metrów w 1990, a także mistrzem spartakiady ZSRR w biegach na 200 metrów i na 400 metrów w 1986, a także halowym mistrzem w biegu na 200 metrów w 1985.
Ustanawiał rekordy Rosji w biegu na 200 metrów wynikiem 20,23 s, uzyskanym 3 września 1987 w Rzymie oraz w sztafecie 4 × 100 metrów czasem 38,46 s, osiągniętym 1 września 1990 w Splicie.

## Rekordy  życiowe
Rekordy życiowe Kryłowa:
- bieg na 100 metrów – 10,13 s (31 maja 1988, Soczi)
- bieg na 200 metrów – 20,23 s (3 września 1987, Rzym)
- bieg na 400 metrów – 45,20 s (18 września 1986, Taszkent)